# Эйдер, Уолт
Уо́лт Э́йдер (англ. Walt Ader, 15 декабря 1913, Калифон, Нью-Джерси, США — 25 ноября 1982, Калифон, Нью-Джерси, США) — американский автогонщик.
Гоночную карьеру начал в 1936 году с гонок миджетов. В конце 1940-х годов участвовал в гонках всеамериканского чемпионата AAA на грунтовых и мощёных овалах. Наибольший успех сопутствовал ему на грунте, где ему удалось одержать пять побед и несколько раз финишировать в пятёрке лучших. В 1946 году его достижения принесли ему шестое место в чемпионате AAA. Кроме того, в 1947 и 1948 годах он участвовал в 500 милях Индианаполиса, но квалификацию смог пройти только в 1950 году. Стартовав с предпоследнего ряда, Уолт смог финишировать на одном из последних мест — 22-м с отставанием от лидера в 15 кругов. Позже в том же году предпринимал попытки выйти на старт гонок на грунтовых овалах, но ни разу так и не смог пройти квалификацию. В конце года закончил гоночную карьеру.

## Результаты в Формуле-1
| Сезон | Команда               | Шасси | Двигатель          | Ш | 1   | 2   | 3      | 4   | 5   | 6   | 7   | Место | Очки |
| ----- | --------------------- | ----- | ------------------ | - | --- | --- | ------ | --- | --- | --- | --- | ----- | ---- |
| 1950  | Sampson Manufacturing | Rae   | Offenhauser 4,5 L4 | F | ВЕЛ | МОН | 500 22 | ШВА | БЕЛ | ФРА | ИТА | —     | 0    |